# Rogat
Rogat is een dorp in de gemeente Meppel, provincie Drenthe (Nederland); het heeft ongeveer 120 inwoners.
Het dorp ligt aan afrit 24 (de Wijk) op de A28, tussen knooppunt Lankhorst en Hoogeveen en ten zuiden van de Hoogeveense Vaart.
Rogat is het meest zichtbaar door het bedrijventerrein naast de snelweg. Op dit bedrijventerrein zijn velerlei branches vertegenwoordigd. Zo zijn er bedrijven gespecialiseerd in woninginrichting, motorfietsen of bedrijfswagens tot serrebouw, caravans, veevoer en een wegrestaurant.
Plaatsen: Kolderveen · Meppel · Nijeveen · Rogat

Buurtschappen: Broekhuizen · Havelterberg (deels) · De Klosse (deels) · Kolderveense Bovenboer · Nijentap · De Kolk (deels) · Nijeveense Bovenboer · De Schiphorst · Slingenberg (deels)

Drenthe: Steden en dorpen      Nederland: Provincies · Gemeenten